# Micropotamogale ruwenzorii
La potamogale del Ruwenzori (Micropotamogale ruwenzorii) è una specie di afrosoricide diffusa nella catena del Ruwenzori, al confine fra Repubblica Democratica del Congo e Uganda, dove colonizza gli ambienti fluviali.
La specie è minacciata dalla distruzione dell'habitat a seguito della pressione demografica e delle guerre che sconvolgono i paesi dov'è diffusa.